# Ettore Bozzoli
Ettore Bozzoli (Gazzuolo, 11 aprile 1892 – Mantova, 5 novembre 1972) è stato un pittore italiano.

## Biografia
Nel 1909 si trasferì a Milano e frequentò gli artisti milanesi, tra i quali Pompeo Mariani. Dopo la guerra avviò l'attività di ebanista e si dedicò alla pittura, insegnando all'Istituto d'Arte di Milano. Nel 1947 fece ritorno a Mantova, dove insegnò ebanisteria al locale Istituto d'Arte. Morì nel 1972.

## Mostre
- Mostra d'Arte a Casteldario, 1949
- Mostra Sindacale Artisti Mantovani a Mantova, 1951
- Mostra d'Arte Contemporanea ad Asola, 1951
- Premio Suzzara, 1951
- Mostra di Pittura a Bozzolo, 1954
- Mostra Provinciale Artisti Mantovani a Mantova, 1954
- Mostra Interprovinciale di Arti Figurative a Mantova, 1956
- Mostra di Pittura a Bozzolo, 1958
- Collettiva di pittori mantovani a Mantova, 1959
- Premio Suzzara, 1969
- Mostra Collezionismo mantovano: dall'800 sino ad oggi a Mantova, 1990